# George Morgan (Musiker)
George Morgan (* 28. Juni 1924 in Waverly, Tennessee; † 7. Juli 1975) war ein US-amerikanischer Country-Sänger, der Ende der 1940er Jahre durch den Hit Candy Kisses bekannt wurde. Er ist der Vater der Country-Sängerin Lorrie Morgan.

## Leben
Der in Ohio aufgewachsene George Morgan begann seine Karriere beim Radiosender WWVA, wo er in dessen bekanntem World’s Original Jamboree auftrat. 1948 unterschrieb er beim Columbia-Label einen Schallplattenvertrag. Bereits mit seiner ersten Single Candy Kisses gelang ihm 1949 der kommerzielle Durchbruch. Der selbstkomponierte Song schaffte es bis auf Platz 1 der Country-Charts, wo er erst nach vier Wochen durch Hank Williams’ Lovesick Blues verdrängt wurde. Noch im gleichen Jahr hatte Morgen eine Reihe von weiteren Top-10-Erfolgen, darunter Room Full Of Roses, das Platz 5 erreichte.
In der Grand Ole Opry nahm „Candy Kid“ den Platz von Eddy Arnold ein, der, wie er selbst, für seine romantischen Balladen bekannt war. Seinen nächsten Hit hatte Morgan erst 1952, als Almost bis auf Platz 3 vorrückte. Es waren vor allem seine regelmäßigen Auftritte in der Grand Ole Opry, die ihn im Blickpunkt der Öffentlichkeit hielten. Ab 1956 unterbrach er sein Engagement für drei Jahre, um bei einem lokalen Sender eine Fernsehshow zu übernehmen. Den letzten großen Hit hatte er 1959 mit I’m in Love Again.
Danach wechselte Morgan mehrfach das Label, konnte aber nicht mehr an seine alten Erfolge anknüpfen. Mitte der 1960er Jahre tauchte er noch einige Male in der Top-100 auf. Er blieb aber weiterhin der Opry verbunden. Hier gab 1974 seine 1959 geborene Tochter Lorrie ihr Debüt. George Morgan erlebte die Karriere seiner Tochter nicht mehr, denn er starb 1975 an einem Herzinfarkt.
1979 hatte Lorrie Morgan mit I’m Completely Satisfied With You einen Hit, bei dem die Stimme ihres verstorbenen Vaters zum Duett zugemischt wurde. 1998 wurde George Morgan postum in die Country Music Hall of Fame aufgenommen.

## Diskografie

### Studioalben
| Jahr | Titel                                                           | Höchstplatzierung, Gesamtwochen, AuszeichnungChartsChartplatzierungen (Jahr, Titel, Platzierungen, Wochen, Auszeichnungen, Anmerkungen) | Anmerkungen |
| Jahr | Titel                                                           | Country | Anmerkungen |
| ---- | --------------------------------------------------------------- | --- | ----------- |
| 1964 | Tender Lovin’ Care                                              | Country17 (3 Wo.)Country |             |
| 1964 | Slippin’ Around                                                 | Country12 (9 Wo.)Country |             |
| 1965 | Red Roses For A Blue Lady                                       | Country9 (9 Wo.)Country |             |
| 1967 | Candy Kisses                                                    | Country35 (2 Wo.)Country |             |
| 1968 | Country Hits By Candlelight                                     | Country33 (4 Wo.)Country |             |
| 1969 | Like A Bird                                                     | Country42 (4 Wo.)Country |             |
| 1974 | Red Rose From The Blue Side Of Town / Somewhere Around Midnight | Country37 (5 Wo.)Country |             |
| 1975 | From This Moment On                                             | Country37 (8 Wo.)Country |             |

Weitere Alben
- 1957: Morgan, By George
- 1961: Golden Memories
- 1968: Steal Away
- 1974: A Candy Mountain Melody

### Singles
| Jahr | Titel Album                                         | Höchstplatzierung, Gesamtwochen, AuszeichnungChartsChartplatzierungen (Jahr, Titel, Album, Platzierungen, Wochen, Auszeichnungen, Anmerkungen) | Anmerkungen       |
| Jahr | Titel Album                                         | Country | Anmerkungen       |
| ---- | --------------------------------------------------- | --- | ----------------- |
| 1959 | I’m In Love Again                                   | Country3 (23 Wo.)Country |                   |
| 1959 | Little Dutch Girl                                   | Country20 (9 Wo.)Country |                   |
| 1959 | The Last Thing I Want To Know                       | Country26 (1 Wo.)Country |                   |
| 1960 | You’re The Only Good Thing (That’s Happened To Me)  | Country4 (20 Wo.)Country |                   |
| 1964 | One Dozen Roses (And Our Love) Tender Lovin’ Care   | Country23 (7 Wo.)Country |                   |
| 1964 | All Right (I’ll Sign The Papers) Tender Lovin’ Care | Country45 (2 Wo.)Country |                   |
| 1964 | Slipping Around                                     | Country23 (17 Wo.)Country | mit Marion Worth  |
| 1964 | Tears and Roses                                     | Country37 (9 Wo.)Country |                   |
| 1966 | A Picture That’s New                                | Country27 (10 Wo.)Country |                   |
| 1967 | I Couldn’t See                                      | Country40 (12 Wo.)Country |                   |
| 1967 | Shiny Red Automobile Candy Kisses                   | Country58 (5 Wo.)Country |                   |
| 1968 | Barbara                                             | Country55 (6 Wo.)Country |                   |
| 1968 | Living Barbara                                      | Country56 (7 Wo.)Country |                   |
| 1968 | Sounds of Goodbye                                   | Country31 (10 Wo.)Country |                   |
| 1969 | Like a Bird                                         | Country39 (9 Wo.)Country |                   |
| 1970 | Lilacs and Fire Real George                         | Country17 (13 Wo.)Country |                   |
| 1971 | Gentle Rains Of Home                                | Country68 (3 Wo.)Country |                   |
| 1973 | Makin’ Heartaches                                   | Country62 (7 Wo.)Country |                   |
| 1973 | Mr. Ting-A-Ling (Steel Guitar Man)                  | Country56 (9 Wo.)Country |                   |
| 1974 | Red Rose From The Blue Side Of Town                 | Country21 (14 Wo.)Country |                   |
| 1974 | Somewhere Around Midnight                           | Country66 (6 Wo.)Country |                   |
| 1974 | A Candy Mountain Melody                             | Country82 (6 Wo.)Country |                   |
| 1975 | In The Misty Moonlight A Candy Mountain Melody      | Country65 (9 Wo.)Country |                   |
| 1975 | From This Moment On A Candy Mountain Melody         | Country62 (11 Wo.)Country |                   |
| 1979 | I’m Completely Satisfied With You                   | Country93 (3 Wo.)Country | mit Lorrie Morgan |